# Дженни Хэнивер
Дженни Хэнивер — фигурки, созданные путём изменения формы и высушивания скатообразного (чаще всего из ромбовых скатов), часто имеющие вид гротескных монстров.

## Название
По одной из версий, название «Дженни Хэнивер» происходит от французской фразы Jeune d’Anvers (рус. «молодой человек из Антверпена»), которую говорящие на диалекте кокни британские моряки переделали в имя собственное «Дженни Хэнивер». Другим вариантом названия является «Дженни Хавьер». Игорь Акимушкин приводит вариант «Жени Анвер»

## История
Антверпенские моряки на протяжении веков (как минимум с XIII века) вырезали такие фигурки из высушенных скатов, придавая им причудливые (часто антропоморфные) формы и покрывая лаком для лучшей сохранности, а затем продавая эти творения заезжим морякам и гостям города, выдавая их за якобы пойманных в море настоящих монстров. Часто им придавался внешний вид ангелов, демонов или драконов. Возможно, криптозоологическое существо морской монах было как раз Дженни Хэнивером.
Первое научное описание Дженни Хэниверов оставил Конрад Гесснер в 1558 году в работе Historia Animalium vol. IV, где он предупреждает натуралистов, что подобные фигурки — это просто высушенные скаты с изменённой формой, а считать их морскими чудовищами или василисками (что также имело место) — распространённое заблуждение.
При этом некоторые люди до сих пор продолжают утверждать, что Дженни Хэнивер может быть реальным существом: так, в 1971 году учёный Альфредо Гарсия Гараменди якобы поймал у берегов Пуэрто-Рико живое антропоморфное существо, очень похожее на традиционного Дженни Хэнивера, и описал его в 1974 году в статье под названием Garadiabolo. Статья не получила особенного внимания со стороны научной общественности.